# Анджела Гейнс
Анджела Гейнс (англ. Angela Haynes; нар. 27 вересня 1984) — колишня американська тенісистка.
Найвищу одиночну позицію світового рейтингу — 95 місце досягла 22 серпня, 2005, парну — 86 місце — 15 вересня, 2008 року.
Здобула 2 одиночні та 8 парних титулів туру ITF.
Найвищим досягненням на турнірах Великого шолома було 3 коло в одиночному розряді.
Завершила кар'єру 2014 року.

## Фінали турнірів WTA

### Парний розряд (0–2)
| Легенда                       |
| ----------------------------- |
| Турніри Великого шолома (0–0) |
| WTA Фінали (0–0)              |
| Tier I (0–0)                  |
| Tier II (0–1)                 |
| Tier III (0–1)                |
| Tier IV & V (0–0)             |

| Результат | Ранг | Дата           | Турнір                                        | Покриття | Партнерка           | Суперниця                        | Рахунок  |
| --------- | ---- | -------------- | --------------------------------------------- | -------- | ------------------- | -------------------------------- | -------- |
| Поразка   | 1.   | 14 серпня 2005 | LA Women's Tennis Championships, Лос-Анджелес | Тверде   | Бетані Маттек-Сендс | Олена Дементьєва Флавія Пеннетта | 2–6, 4–6 |
| Поразка   | 2.   | 24 лютого 2008 | Cellular South Cup, Мемфіс                    | Тверде   | Машона Вашінгтон    | Ліндсі Девенпорт Ліза Реймонд    | 3–6, 1–6 |

## Фінали ITF

### Одиночний розряд: 8 (2–6)
| Легенда          |
| ---------------- |
| турніри $100,000 |
| турніри $75,000  |
| турніри $50,000  |
| турніри $25,000  |
| турніри $10,000  |

| Результат | Ранг | Дата           | Турнір                                     | Покриття | Суперниця          | Рахунок                 |
| --------- | ---- | -------------- | ------------------------------------------ | -------- | ------------------ | ----------------------- |
| Поразка   | 1.   | 19 травня 2003 | Ель-Пасо (Техас), США                      | Тверде   | Міранджела Моралес | 6–3, 6–7(3–7), 6–7(4–7) |
| Перемога  | 1.   | 26 травня 2003 | Х'юстон, США                               | Тверде   | Алісса Коен        | 7–6(10–8), 4–6, 6–1     |
| Поразка   | 2.   | 22 червня 2003 | Даллас, США                                | Тверде   | Джамея Джексон     | 7–6(7–5),6–3            |
| Поразка   | 3.   | 18 травня 2004 | Ель-Пасо, США                              | Тверде   | Сінді Вотсон       | 3–6, 6–7(3–7)           |
| Перемога  | 2.   | 4 червня 2007  | Гілтон-Гед-Айленд (Південна Кароліна), США | Тверде   | Шанелль Схеперс    | 3–6, 6–2, 6–4           |
| Поразка   | 4.   | 11 червня 2007 | Аллентаун (Пенсільванія), США              | Тверде   | Шанелль Схеперс    | 3–6, 6–2, 1–6           |
| Поразка   | 5.   | 15 жовтня 2007 | Лоренсвілл (Джорджія), США                 | Тверде   | Джулія Дітті       | 6–7(6–8), 4–6           |
| Поразка   | 6.   | 20 січня 2008  | Серпрайз (Аризона), США                    | Тверде   | Сесил Каратанчева  | 2–6, 6–4, 4–6           |

### Парний розряд: 20 (8–12)
| Результат | Ранг | Дата              | Турнір                           | Покриття | Партнерка           | Суперниці                          | Рахунок               |
| --------- | ---- | ----------------- | -------------------------------- | -------- | ------------------- | ---------------------------------- | --------------------- |
| Поразка   | 1.   | 29 червня 2003    | Едмонд (Оклахома), США           | Тверде   | Джакелін Трейл      | Джулія Дітті Келлі Маккейн         | 3–6, 3–6              |
| Поразка   | 2.   | 25 травня 2004    | Х'юстон, США                     | Тверде   | Аша Ролле           | Бруна Колозіу Енн Мелл             | 6–7(5–7), 4–6         |
| Перемога  | 1.   | 8 червня 2004     | Аллентаун, США                   | Тверде   | Даяна Оспіна        | Корі Енн Авантс Варвара Лепченко   | 6–0, 6–2              |
| Поразка   | 3.   | 11 жовтня 2005    | Сан-Франциско, США               | Тверде   | Франческа Любіані   | Енслі Карґілл Тара Снайдер         | 6–7(2–7), 5–7         |
| Поразка   | 4.   | 18 жовтня 2005    | Х'юстон, США                     | Тверде   | Бетані Маттек-Сендс | Крістіна Фусано Ракел Атаво        | 4–6, 3–6              |
| Перемога  | 2.   | 16 травня 2006    | Палм-Біч-Гарденс, США            | Ґрунт    | Ракель Копс-Джонс   | Енслі Карґілл Марі-Ев Пеллетьє     | 6–3, 6–3              |
| Перемога  | 3.   | 13 травня 2007    | Індіан-Гарбор-Біч (Флорида), США | Ґрунт    | Монік Адамчак       | Карлі Галліксон Лілія Остерло      | 6–1, 3–6, 6–4         |
| Поразка   | 5.   | 28 травня 2007    | Карсон (Каліфорнія), США         | Тверде   | Ліндсей Лі-Вотерс   | Кім Грант Суніта Рао               | 4–6, 4–6              |
| Поразка   | 6.   | 11 червня 2007    | Аллентаун, США                   | Тверде   | Ліндсі Лі-Вотерс    | Фуда Рьоко Суніта Рао              | 7–6(7–3), 4–6, 1–6    |
| Перемога  | 4.   | 17 вересня 2007   | Альбукерке, США                  | Тверде   | Мелінда Цінк        | Ліга Декмеєре Варвара Лепченко     | 7–5, 6–4              |
| Перемога  | 5.   | 1 жовтня 2007     | Трой (Алабама), США              | Тверде   | Машона Вашінгтон    | Ева Грдінова Марі-Ев Пеллетьє      | 6–4, 6–2              |
| Перемога  | 6.   | 1 жовтня 2007     | Сан-Франциско, США               | Тверде   | Ракель Копс-Джонс   | Хорхеліна Краверо Бетіна Хосамі    | 3–6, 6–4, [10–7]      |
| Поразка   | 7.   | 12 листопада 2007 | Ла-Квінта (Каліфорнія), США      | Тверде   | Машона Вашінгтон    | Крістіна Фусано Ешлі Гарклроуд     | 2–6, 2–6              |
| Поразка   | 8.   | 21 січня 2008     | Вайколоа, США                    | Тверде   | Машона Вашінгтон    | Марія Фернанда Алвеш Бетіна Хосамі | 5–7, 4–6              |
| Перемога  | 7.   | 17 березня 2008   | Реддінг (Каліфорнія), США        | Тверде   | Абігейл Спірс       | Чжань Цзіньвей Тетяна Лужанська    | 6–4, 6–3              |
| Поразка   | 9.   | 11 серпня 2008    | Бронкс, США                      | Тверде   | Аша Ролле           | Ракель Копс-Джонс Абігейл Спірс    | 4–6, 3–6              |
| Поразка   | 10.  | 22 вересня 2008   | Трой, США                        | Тверде   | Суніта Рао          | Ракель Копс-Джонс Абігейл Спірс    | 2–6, 0–6              |
| Поразка   | 11.  | 10 листопада 2008 | Сан-Дієго, США                   | Тверде   | Машона Вашінгтон    | Крістіна Фусано Алекса Ґлетч       | 3–6, 3–6              |
| Поразка   | 12.  | 27 квітня 2009    | Шарлотсвілл, США                 | Тверде   | Аліна Жидкова       | Карлі Галліксон Ніколь Кріз        | 5–7, 6–3, [7–10]      |
| Перемога  | 8.   | 7 червня 2010     | Ель-Пасо, США                    | Тверде   | Аша Ролле           | Ліндсі Лі-Вотерс Ешлі Вейнголд     | 6–3, 6–7(5–7), [10–7] |